# Harry Hebner
Harry J. Hebner (* 15. Juni 1891 in Chicago, Illinois; † 12. Oktober 1968 in Lake Worth, Florida) war ein US-amerikanischer Schwimmer.
Bei den Olympischen Spielen 1908 gewann er die Bronzemedaille mit der 4 × 200-m-Freistilstaffel, vier Jahre später konnte er bei den Olympischen Spielen 1912 in Stockholm den Sieg über 100 m Rücken davontragen und somit Olympiasieger werden. Mit der 4 × 200-m-Freistilstaffel gewann er zudem die Silbermedaille.
Hebner war bei den Olympischen Spielen 1920 der Fahnenträger der amerikanischen Olympiamannschaft, als er nochmals bei Olympischen Spielen, diesmal im Wasserball antrat. Im Jahr 1968 wurde er in die Ruhmeshalle des internationalen Schwimmsports aufgenommen.